# Сексуальне насильство під час нападу на Ізраїль 7 жовтня
Сексуальне насильство під час нападу на Ізраїль 7 жовтня, скоєне угрупованням ХАМАС — палестинські терористи вчинили масові зґвалтування, напади і каліцтва ізраїльських жінок і дівчаток. Відповідно до Римського статуту, яким керується Міжнародний кримінальний суд (МКС), ХАМАС і його бойовиків звинуватили у скоєнні актів сексуального насильства, військових злочинів і злочинів проти людства.

## Передісторія

### Історія сексупльного насильства у війнах
Історія сексуального насильства під час збройних конфліктів сягає давніх часів. Зґвалтування використовувалося як стратегічний інструмент для навіювання страху, деморалізації спільнот і утвердження домінування. Лише у XX столітті світова спільнота почала визнавати і розглядати зґвалтування під час війни як злочин, караний за законом. Ключову роль у цьому зіграла вчена-феміністка-правознавиця Кетрін Маккіннон (англ. Catharine Alice MacKinnon), підкресливши серйозне порушення людських прав жінок при зґвалтуваннях під час війни.

### Міжнародне право
Женевські конвенції 1949 року, набір міжнародних договорів, містять положення, спрямовані на захист людської гідності під час збройних конфліктів. Четверта Женевська конвенція у своєму другому параграфі статті 27 підкреслює особливий захист жінок, особливо від таких злочинів, як зґвалтування і непристойний напад. У неміжнародних збройних конфліктах Додатковий протокол II 1977 року в статті 4(2)(e) забороняє «будь-яку форму непристойного нападу» в будь-який час і в будь-якому місці.
Римський статут 2002 року, заснований Міжнародним кримінальним судом, передбачає судове переслідування за найбільш тяжкі міжнародні злочини, а також викорінення безкарності. Він став першим інструментом міжнародного кримінального права, який визнав сексуальне насильство, включно зі зґвалтуванням і сексуальним рабством, окремими військовими злочинами.

## Перебіг подій
Вторгнення ХАМАС в Ізраїль 7 жовтня 2023 року, внаслідок якого було вбито 1200 осіб і ще 240 заручників викрадено до сектору Газа, відзналося сексуальним насильством. Терористи ХАМАС проникли в ізраїльські міста і селища, де, як повідомляється, катували і ґвалтували жінок і дівчаток різного віку і деяких чоловіків. Втрати 7 жовтня були безпрецедентними в історії Ізраїлю. Цей день був описаний як найкривавіший день для євреїв з часів Голокосту. Щонайменше 240 осіб, включно з літніми людьми, жінками і дітьми, викрали в сектор Гази.

### Зґвалтування в Беері

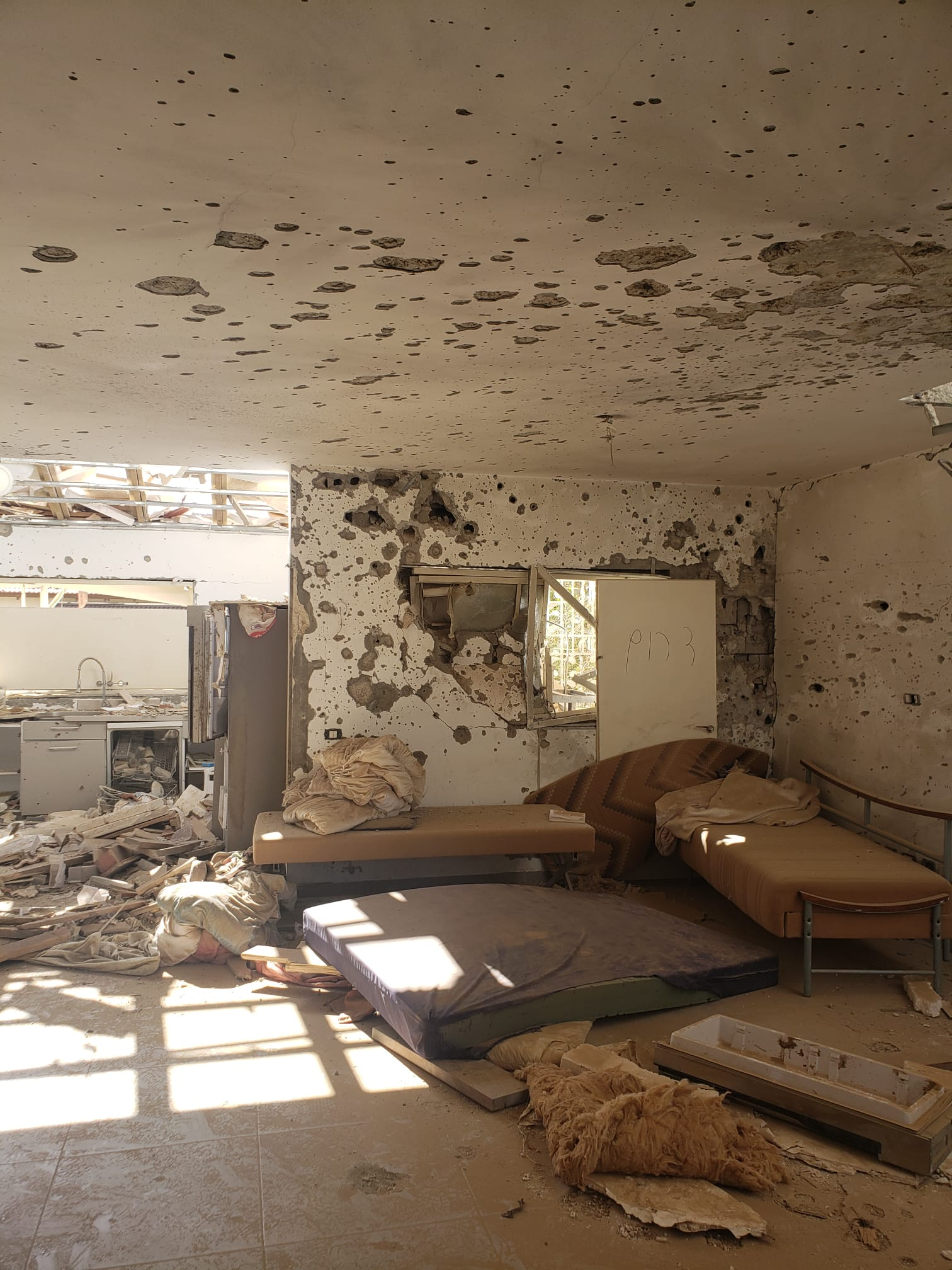
Беері після різанини 7 жовтня

Фельдшер із 669-го спеціального рятувального загону сказав, що раніше він бував на багатьох місцях із пораненими, але насильство 7 жовтня перевершувало все, що він коли-небудь бачив. У кібуці Беері він обійшов будинок за будинком у пошуках кого-небудь, хто ще залишився живим після кривавої бійні, і знайшов у спальні тіла двох дівчаток-підлітків. Він сказав, що не сумнівається, що одну з дівчато зґвалтували, але не знає, померла вона перед насильством чи після.

### Зґвалтування на фестивалі Нова
Ще одну заяву було отримано від жінки, яка 7 жовтня засвідчили напад на фестиваль Нова зі свого укриття. Вона сказала: «Вони нагнули когось, і я зрозуміла, що він її ґвалтував, а потім передав її комусь іншому. [...] Я пам'ятаю, як бачила, як інша людина ґвалтувала її, і, поки він усе ще був усередині неї, він вистрілив у неї». Жінка, що вижила, надала комісії Кнесету свої свідчення, в яких вона зазначила, що бачила оголених дівчат, порізані тіла та зґвалтованих дівчаток, чиї тазові кістки були зламані через жорстокість. Інший, хто вижив, розповів The Times 2 грудня 2023 року: «Вони спіймали молоду жінку біля машини, і вона чинила опір, не дозволяючи їм роздягнути її. Вони кинули її на землю, а один із терористів узяв лопату і обезголовив, вона і її голова котилися по землі. Я теж бачу цю голову». 23 липня 2024 року телеканал «Кешет-12» показав інтерв'ю з чоловіком, відвідувачем фестивалю, який розповів про те, як він зазнав 7 жовтня групового зґвалтування терористами.

### База Шура
Армійська резервістка Шарі Мендес розповіла в Організації Об'єднаних Націй, що її команда виявила на базі Шура жінок-солдаток, яким стріляли у вагіну або груди, і повідомила, що, судячи з усього, терористи ХАМАСу систематично завдавали каліцтва геніталіям. Вона також заявила, що вони знайшли обезголовлені тіла і тіла з відсутніми кінцівками, а також тіла, обличчя яких були понівечені і розстріляні кілька разів, навіть після смерті. За словами Шарі Мендес, тіла були знайдені одягненими тільки в дуже закривавлену нижню білизну.

## Розслідування
Після нападів було проведено низку розслідувань як із боку ізраїльських офіційних органів та експертів, так і з боку незалежних журналістів і спеціальної місії ООН.

### Ізраїльські розслідування
Ізраїльська поліція почала збирати докази і свідчення, а також допитувати захоплених терористів ХАМАС. У співпраці з військовими і ШАБАК (службою внутрішньої безпеки) поліція почала комплексне розслідування сексуального насильства, вчиненого того дня, чому перешкоджала висока складність збору речових доказів у зоні бойових дій. Влада отримала відеодокази, фотографії тіл жертв і свідчення самих терористів, які підтверджують свідчення свідків сексуального насильства. Ті, хто вижили, свідки, співробітники служб швидкого реагування та військовослужбовці надали наочні звіти про сексуальне насильство, вчинене терористами ХАМАС. Ці повідомлення включають випадки зґвалтування і нанесення каліцтв. Повідомлення свідків створюють повну картину масштабу і жорстокості цих дій. Офіційний представник «Лахав 433» повідомив Кнесету, що було зібрано 1500 свідчень.
Шеллі Харуш, офіцерка поліції, яка веде розслідування, розповіла Times 2 грудня 2023 року: «злочини сексуального характеру були частиною плану, і мета полягала в тому, щоб залякати та принизити людей». Продемонстровані на брифінгу ізраїльської військової розвідки арабсько-івритські розмовники, заздалегідь видані терористам і використані ними 7 жовтня, містили такі фрази, як «знімай штани», «знімай одяг», «жінки сюди», «підніми руки і розсунь ноги».
Професор Тель-Авівського університету Тамар Херциг зазначила, що терористи на відео обговорювали плани зґвалтування конкретних дівчат. Вона також зазначила, що бойовиків бачили такими, що «виставляли напоказ жертв зґвалтування» із зірваним одягом і кров'ю між ніг. Херциг розповіла, що в тих, хто вижили, доставлених в ізраїльські центри невідкладної допомоги, були взяті свідчення, і що протягом наступних кількох тижнів судово-медичні дані щодо тіл жертв жіночої статі засвідчили, що їх зґвалтували, іноді так жорстоко, що в них було зламано ноги й кістки тазу. Ті, хто вижили, також розповіли про випадки групового зґвалтування і відрубування жінкам грудей. Члени рятувальної команди засвідчили каліцтва на геніталіях вбитих дівчаток, які були знайдені роздягненими догола і залитими кров'ю і спермою у власних спальнях.
Капітанка ЦАХАЛу і членкиня судово-медичної групи розповіла, що вона виявила кілька тіл з ознаками сексуального насильства. Вона зазначила: «Я можу сказати, що бачила багато ознак насильства в [генітальній ділянці] [...] Ми бачили зламані ноги, зламані тазові кістки, закривавлену спідню білизну». Іна Куббе, науковиця, що спеціалізується на гендері та конфліктах і працює в Тель-Авівському університеті, сказала, що ці ознаки пов'язані з сексуальним насильством. Вона також наголосила на необхідності проведення судово-медичної експертизи для офіційного встановлення факту зґвалтування. Науковці-правознавці та експерти з міжнародного права провели розслідування, зібравши суттєві докази злочинів проти людяності та воєнних злочинів. ХАМАС був звинувачений у використанні зґвалтування як зброї війни. Шарі Мендес, ще одна резервістка ЦАХАЛу, дислокована у морзі Шура, дала аналогічні свідчення, засновані на безпосередніх спостереженнях за померлим. Ця інформація була передана у вигляді записаного відео, яке було перевірено ЦАХАЛом.
Кохав Елькаям-Леві, ізраїльський учений-юрист, призначений 7 жовтня головою комісії з розслідування злочинів сексуального насильства, підтвердив, що ХАМАС використовував сексуальне насильство як зброю, щоб завдати шкоди моралі Ізраїлю.

### Зізнання терористів ХАМАС
Ізраїльські служби безпеки опублікували відеозапис допиту семи терористів ХАМАСу, захоплених після нападу 7 жовтня. На відео терористи кажуть, що їм наказали чинити звірства проти мирного населення Ізраїлю, включно з розчавлюванням голів і відрубуванням кінцівок. Вони також розповіли, що їм наказали ґвалтувати трупи. Бойовик на ім'я Манар Махмуд Мухаммед Касем описав зґвалтування ним жінки в кібуці. Двоє інших терористів, Джамал Хусейн Ахмад Раді та його син Абдулла, описали зґвалтування ними інших ізральтянок. За словами Абдулли Раді, «батько зґвалтував її, потім я, потім мій двоюрідний брат, а потім ми пішли, але мій батько вбив жінку після того, як ми закінчили її ґвалтувати. До цієї жінки ми зґвалтували ще одну дівчину, я вбив двох людей, я зґвалтував двох людей».
Представники ХАМАСу, зокрема Басем Наїм, заперечують використання сексуального насильства як зброї війни, посилаючись на ісламські принципи, що забороняють будь-які сексуальні стосунки поза шлюбом.

### Розслідування The New York Times
Газета The New York Times провела протягом двох місяців власне розслідування подій. Спираючись на відеозаписи, фотографії, дані GPS з мобільних телефонів та інтерв'ю з понад 150 людьми, включно зі свідками, медичним персоналом, солдатами і фахівцями-консультантами, газета встановила щонайменше сім місць, де над ізраїльськими жінками і дівчатками, найвірогідніше, вчиняли сексуальне насильство або каліцтва. Розслідування зазначило, що ці напади на жінок були «не ізольованими подіями».

### Розслідування Праміли Паттен

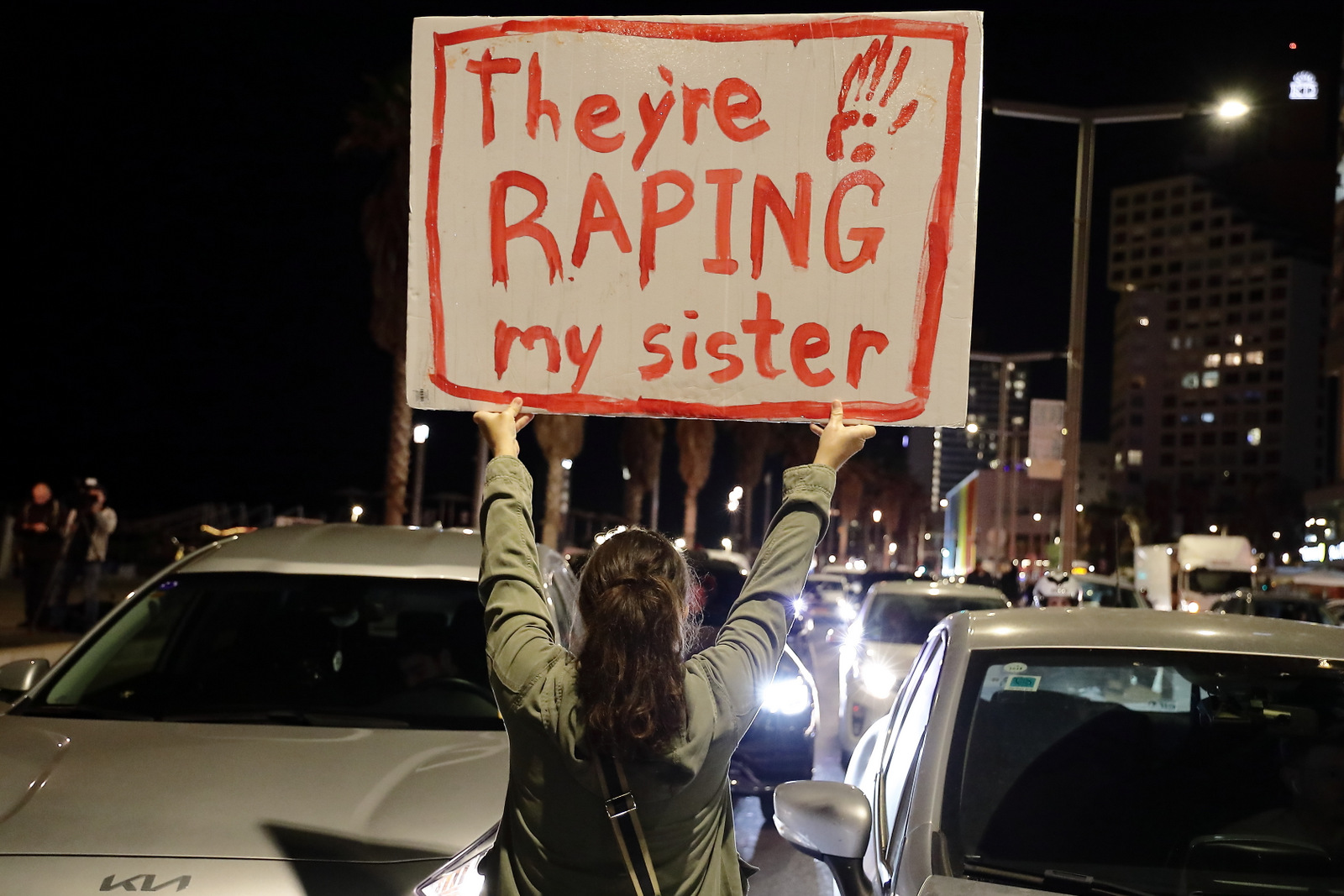
Ізраїльська демонстрантка з плакатом англійською мовою «Вони ґвалтують мою сестру»

4 березня 2024 року Праміла Паттен, спеціальна представниця ООН з питань сексуального насильства в конфліктах, представила результати дослідження, виконаного групою експертів під її керівництвом. Робота місії, що складалася зі спецпредставника і дев'яти експертів, включала в себе 33 зустрічі з ізраїльськими громадянами, аналіз понад 50 годин відеоматеріалів і 5000 фотографій. Підсумковий звіт вказує на наявність «чіткої та достовірної» інформації про систематичне застосування зґвалтувань і сексуальних тортур щодо ізраїльських жінок. Згідно зі звітом, у низці районів на периферії Гази було зафіксовано випадки зґвалтувань і групових зґвалтувань бойовиками захоплених жінок, а також каліцтва геніталій, тортури сексуального характеру та жорстоке, нелюдське і принижуюче поводження. Експерти зазначили, що заручники, яких утримують у Газі, також можуть переживати аналогічне.

## Резонанс
Міжнародна реакція на різанину 7 жовтня і сексуальне насильство, вчинене ХАМАСом, була різноманітною: деякі організації та окремі особи відкрито заперечували або відмовлялися визнавати ці звірства.

### ООН і правозахисні групи

#### Початкова реакція
Організація Об'єднаних Націй, і особливо Комітет ООН з ліквідації дискримінації щодо жінок (CEDAW), зазнали критики за нездатність засудити масове зґвалтування ізраїльських жінок, попри те, що їм було надано докази і показання свідків. Структура «ООН-Жінки» коротко засудила ХАМАС у своєму повідомленні, але незабаром видалила його. Арабські та палестинські жіночі організації засудили сексуальне насильство без згадки ізраїльтянок і без згадки ХАМАС, чиї бойовики їх ґвалтували; водночас вони закликали ізраїльських жінок «проявити сміливість і виступити проти всіх порушень прав людини».

#### Критика і заклики до дії
Ізраїльська правозахисна група «Лікарі за права людини - Ізраїль» закликала Міжнародний кримінальний суд вжити заходів.
Відсутність негайного засудження і термінових дій щодо захисту жертв викликали занепокоєння з приводу ефективності міжнародних органів у боротьбі з такими злочинами. Ізраїль засудив ООН за неадекватну реакцію. Перша леді Ізраїлю Міхаль Герцоґ назвала реакцію міжнародних організацій, таких як «ООН-Жінки», «немислимим і непростимим мовчанням». Єврейські та ізраїльські ЗМІ та правозахисні організації розкритикували структуру «ООН-Жінки» і рух #MeToo, заявивши, що вони не засуджують насильство проти жінок, яке мало місце під час нападу 7 жовтня. У зв'язку з бездіяльністю структури «ООН-Жінки» активісти зі США та Ізраїлю створили гасло «#MeToo, якщо ти не єврей». Ізраїльська професорка права Кочав Елькаям Леві розповіла The New York Times, що в листопаді вона надіслала в «ООН-Жінки» лист, підписаний десятками науковиць, у якому міститься заклик до засудження сексуального насильства під час нападу; вона сказала, що не отримала відповіді. Двопартійна група, що складається з понад 80 членів Конгресу США, заявила, що реакція структури «ООН-Жінки» була «вкрай незадовільною і відповідала давній упередженості ООН щодо Ізраїлю».
25 листопада в Парижі група з близько 200 протестувальників спробувала приєднатися до маршу Міжнародного дня боротьби за ліквідацію насильства проти жінок. Дехто ніс ізраїльські прапори і плакати, «що засуджують оглушливе мовчання феміністських груп». Пропалестинські активісти «фактично заборонили групі приєднатися до маршу»; організатори маршу пізніше опублікували заяву, в якій висловлюють «недвозначне засудження сексуальних і сексистських злочинів, зґвалтувань і вбивств жінок, скоєних ХАМАСом». 1 грудня структура «ООН-Жінки» заявила: «Ми беззастережно засуджуємо жорстокі напади ХАМАС на Ізраїль 7 жовтня». Ізраїльська політична діячка Загава Ґальон розкритикувала організацію, написавши, що «засудження систематичних зґвалтувань не повинно бути важким моральним випробуванням, проте жіночій організації ООН знадобилося майже два місяці... щоб винести блідий осуд. Це не втрата шляху, це згода жити зі зґвалтуванням і тортурами як законними засобами війни. Це відмова від жінок. Не тільки єврейок. Психопати по всьому світу навчаються в наші дні. Вони повернуться, в іншому місці, до інших жінок, з інших причин». 4 грудня правозахисні організації, зокрема єврейські, а також їхні прихильники, провели акцію протесту перед штаб-квартирою ООН у Нью-Йорку. Деякі з них були одягнені тільки в спідню білизну і з розмазаною по тілах синтетичною кров'ю. Колишня депутатка Палати представників США Керолін Мелоні заявила: «Ми тут підтримуємо ізраїльських жінок, які були жорстоко зґвалтовані. Вони заслуговують на підтримку інших жінок. Будь-який інший напад на жінок буде розглядатися як злочин».

#### Заява Праміли Паттен
Спецпредставниця ООН з питань сексуального насильства Праміла Паттен, яка опублікувала звіт із підтвердженням зґвалтувань ізраїльських жінок і дівчаток терористами ХАМАС, розповіла на пресконференції, що після перегляду відеозаписів 7 жовтня вона кілька днів не могла спати. Вона заявила, що світ не може навіть уявити всього масштабу трагедії.

#### Відсутність заходів з боку ООН
Попри доповідь, Генеральний секретар ООН Антоніу Гутерреш утримався від занесення ХАМАС до чорного списку організаторів сексуального насильства, натомість закликавши «розслідувати сексуальне насильство щодо палестинських ув'язнених в ізраїльських в'язницях». При цьому до чорного списку ООН, що складається з організацій, які вдаються до сексуального насильства, увійшли угруповання, що діють у ЦАР, Конго, Іраку, Сирії, Сомалі, Малі, Гаїті, Нігерії, Судані — але тільки не ХАМАС. Рішення викликало різку критику з боку Ізраїлю.

### Міжнародний резонанс
Президент США Джо Байден негайно засудив ХАМАС, заявивши, що дії угруповання були «чистим, непідробним злом». У своїй промові 10 жовтня Байден сказав: «Немовлята вбиті, цілі сім'ї вбиті, молоді люди вбиті, жінки зґвалтовані, піддані нападам, виставлені напоказ як трофеї». Колишня міністерка закордонних справ США Гілларі Клінтон засудила використання зґвалтувань на війні як злочин проти людяності. Колишня головна операційна директорка Facebook Шеріл Сандберг, засновниця Lean In, групи із захисту прав і просування жінок, також засудила зґвалтування як злочин проти людяності і назвала мовчання ООН небезпечним, назвавши зґвалтування жінок ХАМАС знаряддям війни. 4 грудня 2023 року офіційний представник Держдепартаменту США Метью Міллер, відповідаючи на запитання, чому під час засудження звірств ХАМАС його відомство не використовувало слів «зґвалтування» і «сексуальне насильство», підтвердив, що зґвалтування мали місце й у Держдепу немає жодних підстав сумніватися в цих повідомленнях. Він також висловив стурбованість тим, що ХАМАС продовжує утримувати жінок і дітей як заручників тому, що «вони не хочуть, щоб ці жінки могли говорити про те, що з ними сталося під час їхнього перебування під вартою».
Посли Мальти, Іспанії та Панами в Ізраїлі засудили дії ХАМАС на засіданні Кнесету 27 листопада 2023 року. Посол Канади з гіркотою відзначив тиху реакцію в його країні на дії проти ізраїльських жінок і обіцяв більше говорити про це.
Навіть деякі фемініські активістки, як-от Саманта Пірсон, директорка Центру боротьби з сексуальним насильством при Альбертському університеті, заперечували або ставили під сумнів правдивість звинувачень на адресу ХАМАС. Університет звільнив Пірсон за підписання листа, в якому піддавалися сумніву повідомлення про зґвалтування. Після критики газета Yale Daily News вибачилася за публікацію редакційних заміток, у яких оскаржувалися заяви про зґвалтування з боку ХАМАС.
У Франції міністерка гендерної рівності Беранжер Куйяр розкритикувала французькі організації з захисту прав жінок, зазначивши: «не обирають, яке насильство [засудити], за національною ознакою або типом конфлікту», і попередила, що їхнє державне фінансування залежить від поваги до «універсальних цінностей». Організатори маршу в Парижі 25 листопада, на якому були присутні 80 000 осіб, заявили: «недвозначне засудження сексуальних і сексистських злочинів, зґвалтувань і вбивств жінок, скоєних ХАМАС».
5 грудня Джо Байден закликав до глобального засудження сексуального насильства з боку ХАМАС і назвав дії угруповання жахливими.

## У культурі
«Крики перед тишею» — документальний фільм, знятий Шеріл Сандберг, американською активісткою, письменницею та феміністкою, де досліджується сексуальне насильство терористів під час вторгнення ХАМАС, включно з подіями різанини на фестивалі Нова та викраденням ізраїльтян до сектору Газа. Фільм безкоштовно випущений на YouTube 26 квітня 2024 року.